# Albert Messiah

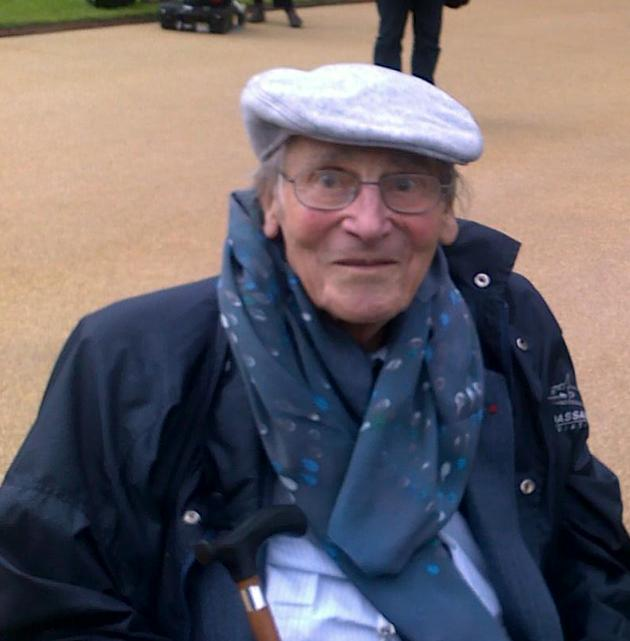
Albert Messiah no seu 70º aniversário.

Albert Messiah (23 de setembro de 1921, Nice - 17 de abril de 2013, Paris) foi um físico francês.
Foi diretor da divisão de física do Commissariat à l’énergie atomique et aux énergies alternatives (CEA) e professor da Universidade Pierre e Marie Curie.
Introduziu o primeiro ensino válido de mecânica quântica na França, na Universidade de Orsay. O seu manual de mecânica quântica (Dunod, 1964) formou gerações de físicos e ainda é reeditado atualmente.

## Obras
- Mécanique quantique, Dunod, 1964 [1]; última reedição 1995.